# Haemorrhage
Gli Haemorrhage sono una band goregrind spagnola formatasi a Madrid nel 1990.

## Storia del gruppo
Il gruppo, fondato da Jose e Luisma, nasce a Madrid nel 1990 con il nome di Devourment. La prima formazione è composta da Jose al basso e alla voce, Luisma alla chitarra ed Emilio alla batteria. Questa formazione dura fino all'estate del 1991, quando Emilio viene allontanato dalla band. Il gruppo rimane inattivo per un anno e si riforma nel 1992 con Luisma che continua a suonare la chitarra e Jose che passa alla batteria; ricoprono entrambi il ruolo di cantante. Il 27 settembre 1992 registrano il loro primo demo come Haemorrhage, Grotesque Embryopathology. Questo primo lavoro viene spedito ad alcune riviste ma non troverà mai una distribuzione. Verso la fine del 1993 Lugubrious (Fernando Errazquin) si unisce alla band come cantante, seguito, qualche mese dopo, da Ramón Checa come bassista. Nel maggio 1994 registrano un promo di sette canzoni che spediscono alla Morbid Records. L'etichetta discografica offre loro un contratto per due album: uno split ed un full-length. Nel luglio dello stesso anno Ana Belen de Lopez viene reclutata come seconda chitarrista. Cinque mesi dopo il gruppo registra il suo primo disco in studio, Emetic Cult, che viene pubblicato il 1º maggio 1995. Nel maggio 1996 Jose lascia gli Haemorrhage per problemi personali ed è sostituito da Daniel Rojas López. In agosto la band incide il secondo full-length, Grume, pubblicato il 20 maggio 1997. Nel lasso di tempo che separa la registrazione e la pubblicazione del disco il gruppo parte per il suo primo tour in compagnia di C.S.S.O. e Dead Infection. La tournée è composta da 14 concerti divisi tra Germania, Repubblica Ceca, Paesi Bassi e Belgio. Un ulteriore mini tour promozionale segue poi l'uscita dell'album.
Il 18 novembre 1998 esce il loro terzo disco in studio, Anatomical Inferno. Nel 2000, con l'EP di cover Loathesongs, gli Haemorrhage rendono omaggio a tutte quelle band dalle quali il gruppo spagnolo trae ispirazione come Defecation, Carcass, Entombed, Regurgitate, Impetigo, Suicidal Tendencies, Cryptic Slaughter, Impaled Nazarene e UFO.
Il 4 aprile 2002 viene pubblicato Morgue Sweet Home, quarto lavoro in studio della band. Gli Haemorrhage partono per un tour europeo con Cryptopsy, Profanity e Spawn e si esibiscono anche al With Full Force.
Nel 2004 esce il DVD musicale Visions from the Morgue. La pubblicazione contiene 3 videoclip, realizzati per le canzoni Mortuary Riot, Virulent Mass Necropsy e Unlock The Morgue, e materiale live tratto da 6 diversi concerti, tra cui il With Full Force di due anni prima.
Nel 2006 vede la luce il quinto ed ultimo full-length, Apology for Pathology. Per la promozione del disco suonano anche in Giappone e Stati Uniti, dove partecipano al Maryland Deathfest.
Il 17 aprile 2007 pubblicano il loro primo album live, The Kill Sessions. Le dieci tracce che lo compongono sono state scelte direttamente dai fan della band sul loro profilo MySpace.

## Formazione

### Formazione attuale
- Luisma - chitarra e voce addizionale (1990-)
- Lugubrious - voce (1993-)
- Ramón Checa - basso (1994-)
- Ana Belen de Lopez - chitarra (1994-)
- Daniel Rojas López - batteria (1996-)

### Ex componenti
- Emilio - batteria (1990-1991)
- Jose - basso e voce (1990-1991), batteria (1991-1996)
- Dani - basso turnista (2004)

## Discografia

### Album in studio
- 1995 - Emetic Cult (Morbid Records)
- 1997 - Grume (Morbid Records)
- 1998 - Anatomical Inferno (Morbid Records)
- 2002 - Morgue Sweet Home (Morbid Records)
- 2006 - Apology for Pathology (Morbid Records)
- 2011 - Hospital Carnage (Relapse Records)
- 2017 - We Are the Gore (Relapse Records)

### Live
- 2007 - The Kill Sessions (Emetic Records)

### Raccolte
- 2000 - Scalpel, Scissors and Other Forensic Instruments (Copremesis Records)
- 2003 - European Surgery Sessions (Bruno Sacchi Records)
- 2007 - Haematology (Power It Up Records)